# HD144231
HD144231 — хімічно пекулярна зоря спектрального класу B9, що має видиму зоряну величину в смузі V приблизно  6,9.
Вона  розташована на відстані близько 901,0 світлових років від Сонця.

## Пекулярний хімічний склад
Зоряна атмосфера HD144231 має підвищений вміст 
Si
.